# Tony Simmons
Anthony Derrick « Tony » Simmons  (né le 6 octobre 1948 à Maesteg) est un athlète britannique, spécialiste des courses de fond.

## Biographie
Médaillé d'argent du 10 000 mètres lors des championnats d'Europe 1974, il remporte en 1976 le titre par équipes des championnats du monde de cross après s'être classé deuxième de l'épreuve individuelle. Il participe aux Jeux olympiques de 1976, à Montréal, et se classe quatrième de la finale du 10 000 m.
Le 24 juin 1978, il remporte le semi-marathon de Welwyn Garden City en 1 h 2 min 47 s, établissant ainsi un nouveau record du monde.

### Palmarès
| Date | Compétition                    | Lieu     | Résultat | Épreuve             | Performance    |
| ---- | ------------------------------ | -------- | -------- | ------------------- | -------------- |
| 1974 | Championnats d'Europe          | Rome     | 2e       | 10 000 m            | 28 min 25 s 79 |
| 1976 | Championnats du monde de cross | Chepstow | 2e       | Course individuelle |                |
| 1976 | Championnats du monde de cross | Chepstow | 1er      | Par équipes         |                |
| 1976 | Jeux olympiques                | Montréal | 4e       | 10 000 m            | 27 min 56 s 26 |

### Records
| Épreuve  | Performance    | Lieu | Date |
| -------- | -------------- | ---- | ---- |
| 10 000 m | 27 min 43 s 59 |      | 1977 |